# الخربة (المغرب)
الخربة أيت باها أوملال هي قرية بضواحي مدينة بيوكرى بالمغرب وهي تقع بين دواري أيت مولود وأيت حمو سكانها أمازيغ حيث يمثلون 60% من الساكنة، وهي قرية عريقة حيت إن الفينيقيين سكنوه سميت بالخربة نسبة إلى إخربان وهي الدور المهجورةوعدد سكانها 4294 نسمة تقريبا حسب إحصائيات محلية لسنة 2010.مساحتها الإجمالية تقارب 20km2 وتتكون من 9 أحياء صغيرة : درب ن تاكوت - درب نايت فلاس - درب نايت بوالريش - درب نايت القايد علي- درب نايت زضوك - درب ن برا - القبلة - تاكوت ويعدايت فالاس دوأكبر كتافة سكانية.
تشتهر الخربة بكترة منتوجاتها الفلاحية وتمثل الطماطم 70% من الإنتاجات و10% يمثلها الفلفل مما سمح للساكنة بالعمل لكسب الرزق في هده المزارع، وثمتل هده الإنتاجات 0.0069% من الصادرات المغربية نحو الخارج حسب التقديرات
وأيضا وحسب إحصائيات غير رسمية فإن عدد العاطلين عن العمل يمثل 28.2%.